# O2アリーナ (ロンドン)
O2アリーナ（オーツーアリーナ、英: The O2 Arena） は、イギリス・ロンドングリニッジ区の複合娯楽施設「The O2」内にある多目的アリーナ。最大2万人収容。

## 解説
2007年にリニューアルされたThe O2の施設の一部で、主にスポーツ、コンサートなどに使用されている。こけら落とし公演は同年6月24日に開催されたボン・ジョヴィのライブであった。
その他、レッド・ツェッペリン再結成ライブ、プリンス、メタリカなどの音楽イベント、NBA公式戦、NHL開幕戦、ATPワールドツアー・ファイナル、プレミア・リーグ・ダーツのプレーオフ、WWEなどのスポーツイベントに対応している。
2009年の世界体操競技選手権、2012年のロンドンオリンピック・パラリンピックの会場のひとつにもなった。ただし、国際オリンピック委員会の規定により大会期間中はノース・グリニッジ・アリーナ (North Greenwich Arena) に名称変更された。
またブリット・アワード、ナショナル・テレビジョン・アワードの授賞式が当地で開催されている。

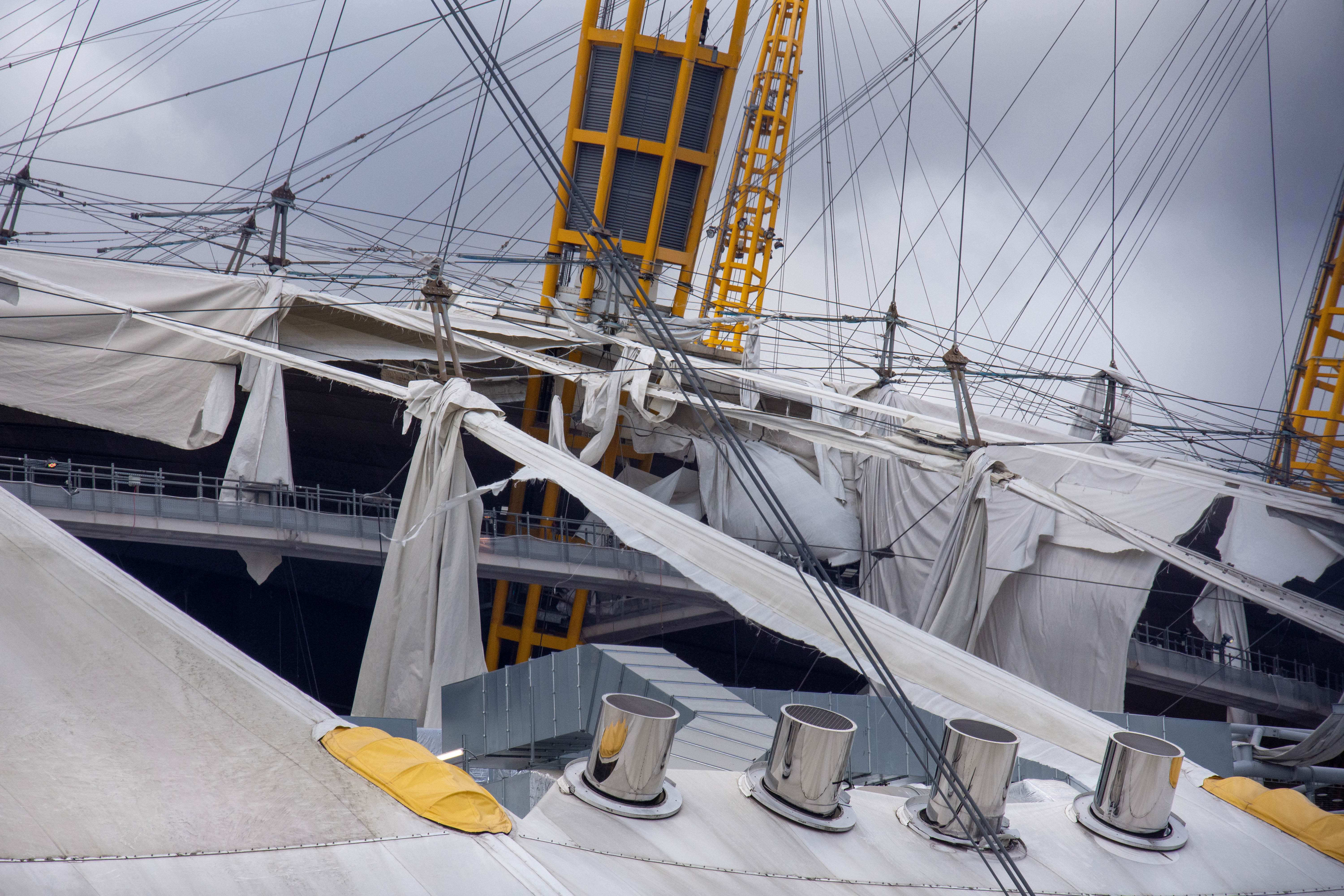
温帯低気圧『ユニス』によって大規模破損したアリーナ天幕

2022年2月18日、英国本土を横断していったハリケーン並みの温帯低気圧ユニスがもたらした暴風によりアリーナドームの布天幕が大幅に破損、来場者1,000人余りが避難を余儀なくされ、会場は急遽閉鎖となった。

## チケット売上記録
オープン初年度は1200万米ドルを売り上げ、マンチェスターのマンチェスター・アリーナ（1250万米ドル）、ニューヨークのマディソン・スクエア・ガーデン（1230万米ドル）に次ぎ3番目の売り上げを持つアリーナとなった。
2007年には年間200日（7か月弱）という営業日数にもかかわらず、120万枚のチケットを販売した。
2017年には1,443,232枚のチケットを販売し、マディソン・スクエア・ガーデン（1,167,544枚）、マンチェスター・アリーナ（1,072,079枚）などを抑えて世界で最も多くチケットを販売したアリーナとなった。
2023年3月18日、UFC 286がチケット販売収入700万ポンド（約11億7230万円）を記録し、O2アリーナの会場チケット販売収入記録を更新した。販売されたチケットの価格は344ポンド（約5万7600円）から4581ポンド（約76万7300円）だった。